# Прилуки (Житомирская область)
Прилуки (укр. Прилуки) — село на Украине, находится в Овручском районе Житомирской области.
Код КОАТУУ — 1824286707. Население по переписи 2001 года составляет 666 человек. Почтовый индекс — 11100. Телефонный код — 4148. Занимает площадь 0,475 км².

## Адрес местного совета
11111, Житомирская область, Овручский р-н, с.Рудня, Школьная, 24